# Exactitude et précision

Description de l'exactitude appliquée à des lancers de fléchettes. Elle est décomposée entre justesse et fidélité.

En métrologie, l'exactitude d'une mesure correspond à l'« étroitesse de l'accord entre une valeur mesurée et une valeur vraie d'un mesurande » (ou grandeur que l'on désire mesurer), selon la définition du Bureau international des poids et mesures (BIPM). 
Elle se décompose en :
- la justesse de mesure, ou l'« étroitesse de l'accord entre la moyenne d'un nombre infini de valeurs mesurées répétées et une valeur de référence » selon la définition du BIPM, et ;
- la fidélité de mesure, ou l'« étroitesse de l'accord entre les indications ou les valeurs mesurées obtenues par des mesurages répétés du même objet ou d'objets similaires dans des conditions spécifiées » selon le BIPM.

Ainsi, la justesse décrit l'erreur systématique, une mesure du biais statistique, tandis que la fidélité décrit l'erreur aléatoire, une mesure de la variabilité statistique. En conséquence, une exactitude élevée nécessite à la fois une grande justesse et une grande fidélité. 
Dans le langage courant, le terme de précision peut être utilisé pour désigner la fidélité. Un système de mesure peut être exact mais pas précis, précis mais pas exact, ni l'un ni l'autre, ou les deux. 

## Définition technique commune
Dans les domaines de la science et de l'ingénierie, l'exactitude d'un système de mesure est le degré de proximité des mesures d'une quantité avec la valeur réelle de cette quantité. La fidélité d'un système de mesure (parfois « appelée précision » dans le langage courant, même si le terme est déconseillé), liée à la reproductibilité et à la répétabilité, est le degré auquel des mesures répétées dans des conditions inchangées donnent les mêmes résultats. Bien que les mots « précision » et « exactitude » puissent être synonymes dans l'usage familier, ils sont délibérément opposés dans le contexte de la méthode scientifique.
Le domaine des statistiques, où l'interprétation des mesures joue un rôle central, préfère utiliser les termes biais et variabilité au lieu de justesse et de fidélité  : le biais est le degré d'inexactitude (erreur systématique) et la variabilité est le degré d'imprécision (indicateur de dispersion).
Un système de mesure peut être exact mais pas précis, précis mais pas exact, ni l'un ni l'autre, ou les deux. Par exemple, si une expérience contient une erreur de mesure, l'augmentation de la taille de l'échantillon augmentera généralement la fidélité mais n'améliore pas la justesse. Le résultat serait une série cohérente mais inexacte de résultats de l'expérience défectueuse. L'élimination de l'erreur systématique améliore la justesse mais ne change pas la fidélité.
Un système de mesure est considéré comme valide s'il est à la fois exact et fidèle. Les termes connexes comprennent le biais (effets non aléatoires ou causés par un ou plusieurs facteurs non liés à la variable indépendante) et l'erreur (variabilité aléatoire).
La terminologie est également appliquée aux mesures indirectes, c'est-à-dire aux valeurs obtenues par une procédure de calcul à partir de données observées.
En plus de l'exactitude et de la précision, les mesures peuvent également avoir une résolution de mesure, qui est le plus petit changement de la quantité physique sous-jacente qui produit une réponse dans la mesure.
En analyse numérique, l'exactitude est également la proximité d'un calcul par rapport à la valeur réelle tandis que la précision est la résolution de la représentation, généralement définie par le nombre de chiffres décimaux ou binaires.
En termes militaires, l'exactitude se réfère principalement à l'exactitude ou la justesse du tir tandis que la précision du tir est exprimée par la proximité du regroupement de tirs au centre et autour du centre de la cible.

### Quantification
En instrumentation industrielle, l'exactitude est la tolérance de mesure et définit les limites des erreurs commises lorsque l'instrument est utilisé dans des conditions de fonctionnement normales.
Idéalement, un appareil de mesure est à la fois exact et précis, avec des mesures toutes proches et étroitement regroupées autour de la valeur réelle. L'exactitude et la précision d'un processus de mesure sont généralement établies en mesurant à plusieurs reprises un étalon de référence traçable. Ces normes sont définies dans le Système international d'unités et maintenues par des organismes de normalisation.
Ceci s'applique également lorsque les mesures sont répétées et moyennées. Dans ce cas, le terme erreur type est correctement appliqué : la précision de la moyenne est égale à l'écart type connu du processus divisé par la racine carrée du nombre de mesures moyennées. De plus, le théorème central limite garantit que la distribution de probabilité des mesures moyennées sera plus proche d'une distribution normale que celle des mesures individuelles.
Une convention courante en science et en ingénierie est d'exprimer l'exactitude et/ou la précision implicitement au moyen de chiffres significatifs. Lorsqu'elle n'est pas explicitement indiquée, la marge d'erreur s'entend comme étant la moitié de la valeur du dernier chiffre significatif. Par exemple, un enregistrement de 843,6 m, 843,0 m ou 800,0 m implique une marge d'erreur de 0,05 m, tandis qu'un enregistrement de 843 m implique une marge d'erreur de 0,5 m (les derniers chiffres significatifs sont les unités).
Une lecture de 8 000 m, avec des zéros à la fin et sans point décimal, est ambigüe : les zéros de fin peuvent ou non être considérés comme des chiffres significatifs. Pour éviter cette ambiguïté, le nombre peut être représenté en notation scientifique: 8,0 × 103 m indique que le premier zéro est significatif (d'où une marge de 50 m) tandis que 8,000 × 103 m indique que les trois zéros sont significatifs, ce qui donne une marge de 0,5 m.
De même, on peut utiliser un multiple de l'unité de mesure de base : 8,0 km équivaut à 8,0 × 103 m. Il indique une marge de 0,05 km (50 m). Cependant, le recours à cette convention peut entraîner de fausses erreurs de précision lors de l'acceptation de données provenant de sources qui ne lui obéissent pas. Par exemple, une source signalant un nombre tel que 153 753 avec une précision de ± 5000 semble avoir une précision de ± 0,5. Selon la convention, elle aurait dû être arrondie à 154 000.

## Définition ISO 5725

Selon la norme ISO 5725-1, l'exactitude se compose de la justesse (proximité des résultats de mesure par rapport à la valeur réelle) et de la fidélité (répétabilité ou reproductibilité de la mesure).

Un changement dans le sens de ces termes est apparu lors de la publication de la série de normes ISO 5725 en 1994, qui se reflète également dans l'édition 2008 du International Vocabulary of Metrology (VIM) du BIPM, points 2.13 et 2.14.
Selon l'ISO 5725, le terme exactitude (en anglais : accuracy) est utilisé pour décrire la proximité d'une mesure avec la valeur vraie. Lorsque le terme est appliqué à des ensembles de mesures du même mesurande, il implique une composante d'erreur aléatoire et une composante d'erreur systématique. Dans ce cas, la justesse est la proximité de la moyenne d'un ensemble de résultats de mesure avec la valeur réelle (vraie), c'est-à-dire l'erreur systématique, et la fidélité est la proximité de l'accord entre un ensemble de résultats, c'est-à-dire l'erreur aléatoire.
L'ISO 5725-1 et le VIM évitent également l'utilisation du terme biais, précédemment spécifié dans la BS 5497-1, car il a des connotations différentes en dehors des domaines de la science et de l'ingénierie, comme en médecine et en droit.
|                                                    |
| Faible exactitude causée par une faible précision. |

|                                                   |
| Faible exactitude causée par une faible justesse. |

## Classification binaire
L'exactitude est également utilisée comme mesure statistique dans le cas d'un test de classification binaire identifiant ou excluant correctement une condition. Autrement dit, l'exactitude est la proportion de prédictions correctes (à la fois vraies positives et vraies négatives) parmi le nombre total de cas examinés. Pour clarifier le contexte par la sémantique, elle est parfois appelée « indice de Rand »,. La formule pour quantifier la précision binaire est :
Exactitude = (TP + TN) / (TP + TN + FP + FN)
où : TP = vrai positif ; FP = faux positif ; TN = vrai négatif ; FN = faux négatif.
Dans ce contexte, les concepts de justesse et de précision tels que définis par l'ISO 5725-1 ne sont pas applicables. Une des raisons est qu'il n'y a pas une seule valeur vraie d'une quantité, mais plutôt deux valeurs vraies possibles pour chaque cas, alors que la justesse est une moyenne entre tous les cas et prend donc en compte les deux valeurs. Cependant, le terme précision (et rappel) est aussi utilisé dans ce contexte pour désigner TP/(TP+FP).

## En psychométrie et psychophysique
En psychométrie et en psychophysique, le terme exactitude est utilisé de manière interchangeable avec validité et erreur constante. La précision est synonyme de fidélité et d'erreur variable. La validité d'un instrument de mesure ou d'un test psychologique est établie par l'expérience ou la corrélation avec le comportement. La fidélité est établie avec une variété de techniques statistiques, classiquement par un test de cohérence interne comme le coefficient alpha de Cronbach pour s'assurer que les ensembles de questions connexes ont des réponses liées[réf. nécessaire].

## En simulation logique
Dans un simulateur logique, une erreur courante dans l'évaluation de l'exactitude de modèles est de comparer un modèle de simulation logique à un modèle de simulation de circuit à transistor. Il s'agit d'une comparaison des différences de précision et non d'exactitude. La précision est mesurée par rapport aux détails et l'exactitude est mesurée par rapport à la réalité,.

## Dans les systèmes d'information
Les systèmes de recherche d'informations, tels que les bases de données et les moteurs de recherche Web, sont évalués par de nombreuses mesures différentes, dont certaines sont dérivées de la matrice de confusion, qui divise les résultats en vrais positifs (documents correctement récupérés), vrais négatifs (documents correctement non récupérés), faux positifs (documents incorrectement récupérés) et faux négatifs (documents incorrectement non récupérés).
Les métriques couramment utilisées incluent les notions de précision et rappel. Dans ce contexte, la précision est définie comme la fraction de documents correctement récupérés par rapport aux documents récupérés (vrais positifs divisés par vrais positifs plus faux positifs), en utilisant un ensemble de résultats pertinents sélectionnés par les testeurs. Le rappel est défini comme la fraction de documents correctement récupérés par rapport aux documents pertinents (vrais positifs divisés par vrais positifs plus faux négatifs). La métrique d'exactitude peut aussi être utilisée, étant définie comme la fraction de documents correctement classifiés par rapport aux documents (vrais positifs plus vrais négatifs divisés par vrais positifs plus vrais négatifs plus faux positifs plus faux négatifs).